# Yasmine de Jong
Yasmine de Jong (2 oktober 2003) is een voetbalspeelster uit Nederland. Ze speelt als middenvelder voor Excelsior in de Vrouwen Eredivisie.

## Clubcarrière
De Jong maakt sinds het seizoen 2021/22 deel uit van de jeugdopleiding van Excelsior.
Op 24 april 2023 maakte De Jong haar debuut voor Excelsior in de Vrouwen Eredivisie in een thuiswedstrijd tegen Feyenoord door in de 86ste minuut in te vallen voor Katelyn Hendriks.
De Jong tekende op 5 juni 2024 haar eerste contract bij Excelsior en werd daarmee definitief overgeheveld naar het eerste elftal van de Rotterdammers. In het seizoen 2024/25 kwam ze tot zeven invalbeurten en twee basisplaatsen. In juni 2025 verlengde ze haar contract bij Excelsior tot medio 2026.

## Statistieken
| Seizoen | Club                | Competitie | Competitie | Competitie | Beker | Beker | Overig | Overig | Totaal | Totaal |
| Seizoen | Club                | Competitie | Wed.       | Dlp.       | Wed.  | Dlp.  | Wed.   | Dlp.   | Wed.   | Dlp.   |
| ------- | ------------------- | ---------- | ---------- | ---------- | ----- | ----- | ------ | ------ | ------ | ------ |
| 2022/23 | Excelsior Rotterdam | Eredivisie | 1          | 0          | 0     | 0     | 0      | 0      | 1      | 0      |
| 2023/24 | Excelsior Rotterdam | Eredivisie | 0          | 0          | 0     | 0     | 0      | 0      | 0      | 0      |
| 2024/25 | Excelsior Rotterdam | Eredivisie | 9          | 0          | 0     | 0     | 0      | 0      | 9      | 0      |
| 2025/26 | Excelsior Rotterdam | Eredivisie | 0          | 0          | 0     | 0     | 0      | 0      | 0      | 0      |
| Totaal  | Totaal              | Totaal     | 1          | 0          | 0     | 0     | 0      | 0      | 1      | 0      |

Bijgewerkt t/m 22 juni 2025.